# Цао Жуй
Цао Жуй (спрощ.: 曹叡; піньїнь: Cáo Rùi; 204/206 — 22 січня 239) — другий китайський імператор держави Вей періоду Саньґо. Посмертне ім'я — Мін-ді, храмове ім'я — Ле-цзу.

## Життєпис
Народився, коли його дід Цао Цао був лишень одним із володарів періоду занепаду династії Хань, що ворогували між собою. 204 року Цао Цао захопив дружину Юань Сі (сина Юань Шао) панну Чжень і змусив її вийти заміж за свого сина Цао Пі. Оскільки Цао Жуй народився лише за 8 місяців після одруження, такий факт надав підстави для тверджень, що насправді Цао Жуй є біологічним сином Юань Сі, а не Цао Пі. Наложниця Го Нюйван у подальшому скористалась тією обставиною для створення розладу між Цао Пі й панною Чжень. Коли 220 року після смерті батька Цао Пі усунув від престолу імператора Лю Сє й оголосив про заснування нової династії Вей, Чжень не дозволили вирушити з ним до нової столиці, Лояна, а 221 року їй наказали здійснити самогубство.
Незважаючи на те, що Цао Жуй був старшим із синів Цао Пі, через незрозуміле походження його не було проголошено спадкоємцем престолу, він тільки 222 року отримав титул Піньюаньського князя. Однак 226 року Цао Пі серйозно занедужав, і все ж проголосив Цао Жуя своїм спадкоємцем. Перед смертю Цао Пі доручив піклування про Цао Жуя Цао Чженю, Чень Цюню й Симі І. Невдовзі після цього Цао Пі помер, і Цао Жуй вступив на престол у віці 21 року.
Зійшовши на трон, Цао Жуй одразу ж надав наділи регентам, яких призначив його батько. Таким чином він їх вшанував і залишив можливість давати поради, але й одночасно віддалив від двору. Паралельно новий правитель розпочав пошук нових талантів і наблизив до себе нових чиновників. Під час ухвалення важливих рішень він намагався вислухати кілька думок, не дозволяючи окремим чиновникам набути надто великого впливу. Цао Жуй віддавав перевагу керівництву імперією з пересторогою, уникаючи ризиків.
Тим часом Чжуге Лян, який став регентом при неповнолітньому правителі царства Шу Лю Шані, розпочав здійснювати напади на володіння Вей. Під час кожного з вторгнень Цао Жуй концентрував війська в Чанані, після чого відбивав напад. Після смерті Чжуге Ляна 234 року його наступники відмовились від настільки агресивного стилю ведення війни.
Не менших проблем завдавало й розташоване в гирлі Янцзи царство У: перший напад його військ на Вей відбувся лише за два місяці після сходження Цао Жуя на престол. 234 року правителі У зуміли скоординувати свої дії з Шу, втім Цао Жуй особисто привів армію на допомогу генералу Мань Чуну, й царство Вей вкотре змогло відбитись.
Тим часом на північному сході губернатор Ляодуну Гунсунь Юань проголосив створення незалежної держави Янь. 238 року вейський двір наказав Симі І покінчити з сепаратистами. В результаті Ляодунського походу державу Янь було знищено, а клан Гунсунь — вирізаний.
Майже одразу після сходження на престол Цао Жуй розпочав грандіозне будівництво палаців. Частково це було спричинено необхідністю відновлення столиці, знищеної військами Дуна Чжо, однак він пішов набагато дальше простого відновлення зруйнованого, що виснажило державну казну.
Ще коли Цао Жуй тільки прийшов до влади, всі очікували, що своєю імператрицею він зробить дружину Юй, однак замість того він вигнав її, а імператрицею 227 року проголосив наложницю Мао. Однак, незважаючи на великий гарем, усі сини Цао Жуя помирали немовлятами, тому він усиновив Цао Фана й Цао Сюня. 237 року Цао Жуй пішов на вчинок, що раніше не мав місця в китайській історії (й не повторювався в подальшому): він сам надав собі храмове ім'я Ле-цзу, й наказав, щоб храм, який зведуть для нього, ніколи не був зруйнований (відповідно до канонів конфуціанства, храми, присвячені правителям — окрім храму засновника династії — руйнуються після шести поколінь). Того ж року він наказав імператриці Мао здійснити самогубство.
238 року Цао Жуй захворів. Він зробив імператрицею свою нову фаворитку, наложницю Го, й вирішив призначити своїм спадкоємцем прийомного сина Цао Фана, втім розгорнулась боротьба за те, хто стане при ньому регентом. Зрештою 7-річний Цао Фан був офіційно проголошений спадкоємцем престолу лише в січні 239 року, того ж дня помер Цао Жуй.

## Девізи правління
- Тайхе (太和) 227—233
- Цінлун (青龍) 233—237
- Цзінчу (景初) 237—239